# Keizerlijke stad van Huế

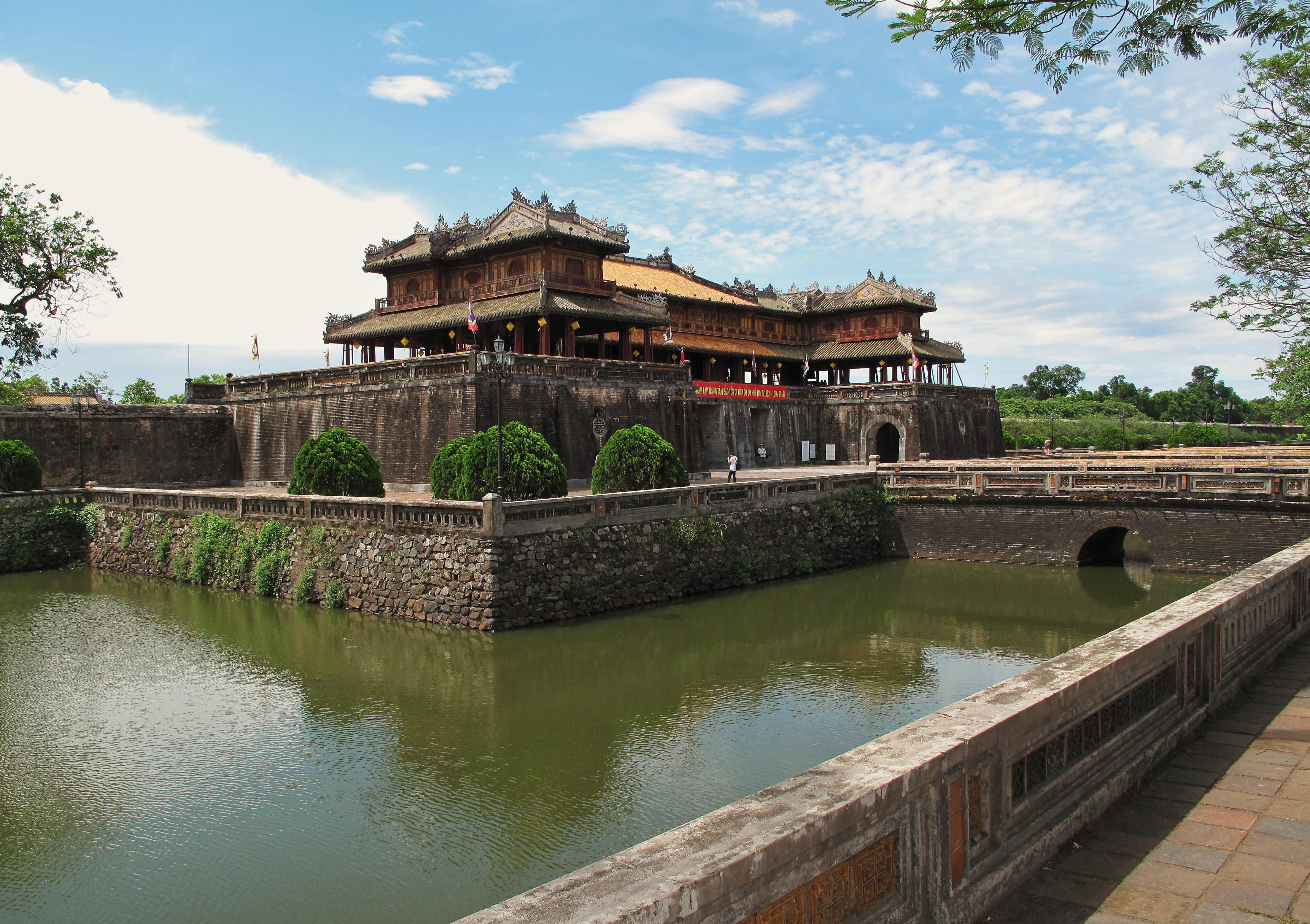
Een van de poorten die toegang biedt tot het complex

De Keizerlijke stad van Huế (ook bekend als de Citadel van Huế) werd gebouwd rond 1803 in opdracht van de Vietnamese keizer Gia Long langs de Parfumrivier in de stad Huế. Hij liet dit complex bouwen omdat hij van Huế de nieuwe hoofdstad had laten maken.
Het complex is een citadel die drie concentrische steden omsluit die samen zo'n 160 hectaren beslaan. Dit zijn de Burgerlijke, Keizerlijke en Verboden (Purperen) stad. De bouwers lieten zich inspireren door de Verboden Stad in Peking. Het complex omvat de paleizen voor de keizerlijke familie, verschillende tempels, woningen voor de mandarijnen (bestuurders), een theater en tuinen.
Tijdens de Franse koloniale periode had het complex vooral een ceremoniële functie. Toen de monarchie in 1945 ten einde kwam trad een periode van verval aan en tijdens de Indochinese Oorlogen werd het complex beschadigd. Sinds 1993 is het erkend als Werelderfgoed.
Complex van Huémonumenten · Hạ Longbaai · Oude stad Hội An · Heiligdom My Son · Nationaal park Phong Nha-Kẻ Bàng · Centrale sector van de Keizerlijke stad van Thăng Long · Landschapscomplex Trang An